# 恐竜グワンジ
恐竜グワンジ (The Valley of Gwangi) は1969年に製作されたアメリカ映画。

## ストーリー
1912年頃、メキシコのジプシー・カルロスは、兄が麻袋を握ったまま、"禁断の谷"と呼ばれる渓谷の入り口で死んでいるのを発見した。麻袋の中には見知らぬ動物が生け捕られ暴れており、興味を引かれたカルロスは、女占い師ティア・ゾリアの警告も聞かず、テレサのサーカス団にその動物を売り込み、自身も加わる。
そこへ、テレサの元恋人で同じくサーカス団を経営するタックが訪れ、テレサはその動物を今度のショーの売り物として披露する。タックが荒野でたまたま出会った英国人の古生物学者ブロムリー教授にその動物の特徴を話すと、教授は「それは有史以前に死に絶えた古代の馬・エオヒプスだ」と断定した。興味を引かれたタックと教授はロペ少年を道案内に、占い師ティアにエオヒプスが発見されたという渓谷の場所を尋ねるが、ティアはそれを断り、「馬を戻さなければ"グワンジ"の呪いを受ける」と警告する。教授は一計を案じ、わざとエオヒプスの在り処を教え、それを持ち出して渓谷に戻そうとするジプシーたちの後をロペ少年と共に追跡する。さらにタックや、テレサとそのサーカス一座も彼らの後を追う。やがてジプシーたちが谷にエオヒプスを放し立ち去った後、他の一同は谷の奥深くに侵入する。そして、彼らの前に有史以前に滅んだはずの恐竜たちが現れる。

## スタッフ
- 監督：ジェームズ・オコノリー
- 原案：ウィリス・H・オブライエン
- 脚本：ウィリアム・バスト
- 製作：チャールズ・H・シニア
- 共同製作：レイ・ハリーハウゼン
- 撮影：アーウィン・ヒラー
- 特殊効果：レイ・ハリーハウゼン
- 音楽：ジェローム・モロス
- 編集：ヘンリー・リチャードソン

## キャスト
- タック・カービー：ジェームズ・フランシスカス
- テレサ・ファニタ・ブレッケンリッジ：ギラ・ゴラン
- チャンプ：リチャード・カールソン
- ホース・ブロムリー教授：ローレンス・ナイスミス
- ティア・ゾリナ：フレダ・ジャクソン
- カルロス・ドス・オルソス：グスタホ・ロージョ
- ビーン：マリオ・デ・バロス
- ロペ少年：カーティス・アーデン

## 解説
- 本作は、ウィリス・H・オブライエンが長年に渡って映画化を企図しながら果たせなかったものを、レイ・ハリーハウゼンが引き継いで実現させたものである。
- 英語版DVD特典のインタビューでハリーハウゼンはグワンジはアロサウルスであると発言したが造形物はティラノサウルスをモデルとしている[要出典]。
- 劇中に登場する古生物はグワンジ(人形と実物大頭部モデルが製作された)、スティラコサウルス(撮影に使われた人形は『恐竜100万年』のトリケラトプスの改造)、オルニトミムス(アップ用とロング用の人形が製作された)、プテラノドン(アップ用とロング用の人形と実物大モデルが製作された)、エオヒプス。